# 1-Bromobutano
1-Bromobutano ou brometo de n-butila (CH3(CH2)2CH2Br) é um líquido que varia de incolor à levemente amarelado,  sendo insolúvel em água, mas solúvel solventes orgânicos, como etanol e éter dietílico. Como um haleto de alquila primário, é especialmente propenso a reações do tipo SN2. É comumente usado como um agente de alquilação, ou numa combinação com o metal magnésio em éter (reagente de Grignard) para formar ligações carbono-carbono.

## Síntese
A maioria dos 1-bromoalcanos é preparada pela adição de radicais livres de brometo de hidrogênio ao alcano, portanto, ácido bromídrico. Essas condições levam à uma adição anti-Markovnikov, ou seja, fornecem compostos de organobrometos com diferentes cadeias carbônicas. 

CH3(CH2)3OH + HBr → CH3(CH2)2CH2Br + H2O